# Trustpower
TrustPower Limited ist ein führender neuseeländischer Anbieter für Energieerzeugung und Elektrizitätsversorgung mit Sitz in Tauranga, der 1993 gegründet wurde. Die Gesellschaft ist eines der 50 größten Unternehmen des Landes und an der NZX gelistet. Haftungsrechtlich ist sie eine Limited, was etwa einer Kommanditgesellschaft ohne Komplementär entspricht.
2008 betrug die Bilanzsumme 98 Millionen ND. Hauptaktionäre waren im Jahr 2019 das Unternehmen Infratil mit 51 % und der „Tauranga Energy Consumer Trust (TECT)“ mit 26,8 %.
TrustPower ist das fünftgrößte Energieunternehmen Neuseelands und hat sich zu 100 % den erneuerbaren Energien verschrieben (Wasserkraft und Windparks). Mittels 34 eigenen Kraftwerken werden über 260.000 Kunden von TrustPower versorgt. Die Anlagen liegen in den Regionen Northland, Taranaki, Marlborough, West Coast, Canterbury, sowie an der Bay of Plenty, in der Region Otago und Nelson und außerdem im Manawatu District, mithin verteilt über die gesamte Insel.

## Entwicklungen
TrustPower entwickelt derzeit eine Windfarm in „Awhitu“, nahe Waiuku sowie die „Wairau Hydro Scheme“, nahe Blenheim und die „Kaiwera Downs Wind Farm“ in der Region Southland. Im November 2008 konnte zudem die „Snowtown Wind Farm“, als erste Windfarm Australiens eröffnet werden. Bei Adelaide wurde ein Kraftwerk mit 16 Turbinen errichtet.